# 힐포트

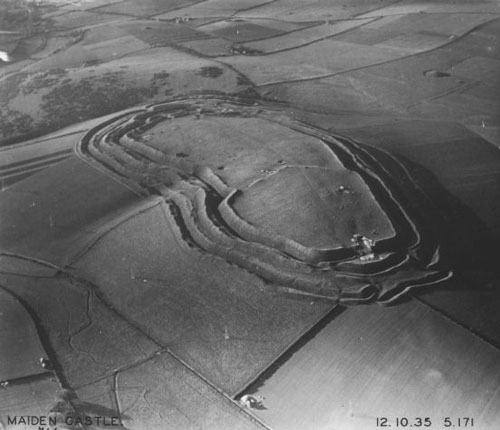

힐포트(hillfort)는 '언덕 위의 요새'를 뜻하는 용어로, 방어적 이점을 위해 높은 곳에 위치한 요새화된 피난처 또는 방어 정착지로 사용되는 일종의 토공 유형이다. 이것들은 일반적으로 유럽의 것이며 청동기 시대 또는 철기 시대에 속한다. 일부는 로마 시대 이후에 사용되었다. 이 요새는 일반적으로 언덕의 윤곽을 따르며 영창이나 방벽, 외부 도랑이 있는 하나 이상의 토공류로 구성된다.

## 같이 보기
- 브라흐
- 고르드
- 오피둠
- 선사전
- 아크로폴리스